# Portal de Periódicos da Universidade Estadual de Maringá
Predefinição:Info/site
O Portal de Periódicos da Universidade Estadual de Maringá (UEM) é uma plataforma digital de acesso aberto que reúne periódicos científicos editados pela instituição. Utiliza o software livre Open Journal Systems (OJS), adaptado a partir do Sistema Eletrônico de Editoração de Revistas (SEER) disponibilizado pelo Instituto Brasileiro de Informação em Ciência e Tecnologia (IBICT).

## História
O Portal foi lançado em 2008, após aproximadamente 14 meses de desenvolvimento e customização sob responsabilidade da EDUEM. O projeto contou com a transferência da tecnologia do SEER/OJS pelo IBICT, visando padronizar e modernizar o processo editorial dos periódicos da instituição.

## Regulamentação e base legal
O funcionamento e a organização do Portal de Periódicos da UEM estão regulados pela Portaria 869/2022-GRE, emitida pela Reitoria da Universidade Estadual de Maringá. A norma define diretrizes para uso, gestão, responsabilidades e procedimentos editoriais da plataforma.

## Plataforma e funcionamento
O Portal utiliza a plataforma Open Journal Systems (OJS), adaptada para atender às demandas editoriais e administrativas da UEM. A gestão é feita pela EDUEM, que presta suporte técnico e editorial aos periódicos hospedados, oferecendo orientações sobre padronização de metadados, licenciamento e indexação.

## Periódicos hospedados
O portal hospeda atualmente cerca de 35 periódicos científicos, cobrindo diversas áreas do conhecimento:
- Acta Scientiarum. Agronomy – link
- Acta Scientiarum. Animal Sciences – link
- Acta Scientiarum. Biological Sciences – link
- Acta Scientiarum. Education – link
- Acta Scientiarum. Health Sciences – link
- Acta Scientiarum. Human and Social Sciences – link
- Acta Scientiarum. Language and Culture – link
- Acta Scientiarum. Technology – link
- Arquivos do Mudi – link
- Boletim da Sociedade Paranaense de Matemática – link
- Boletim de Conjuntura Econômica – link
- Boletim de Geografia – link
- Caderno de Administração – link
- Ciência, Cuidado e Saúde – link
- Diálogos – link
- A Economia em Revista – AERE – link
- Enfoque: Reflexão Contábil – link
- Geoingá: Revista do Programa de Pós-Graduação em Geografia (PGE/UEM) – link
- Imagens da Educação – link
- Journal of Agronomic Sciences – link
- Journal of Interprofessional Health Education – link
- Journal of Physical Education – link
- Notandum – link
- Revista Científica O Direito Pensa – link
- Psicologia em Estudo – link
- Revista Brasileira de História da Educação – link
- Revista Brasileira de História das Religiões – link
- Revista de Ciências Jurídicas UEM – link
- Revista de Ciência Veterinária e Saúde Pública – link
- Revista Espaço Acadêmico – link
- Revista Interdisciplinar de Marketing – link
- 29 de abril: Revista de História – link
- Revista Percurso – link
- Revista Produção Industrial & Serviços – link
- Revista Tecnológica – link
- Vitruvian Cogitationes – link
- Revista Urutágua – link
- Teoria e Prática da Educação – link
- Revista UNIMAR – link

## Objetivos e importância acadêmica
O Portal visa ampliar a visibilidade da produção científica da UEM, promover o acesso aberto à informação e garantir a padronização e a preservação digital das publicações acadêmicas da instituição.

## Indexação e reconhecimento
Os periódicos hospedados no portal encontram-se indexados em diversas bases nacionais e internacionais, como DOAJ, SciELO, Scopus, Latindex e Redalyc, dependendo do perfil e área de cada título.

## Links externos
- Página do Portal de Periódicos da Universidade Estadual de Maringá no Miguilim.